# Six Feet Under, Vol. 2: Everything Ends
Six Feet Under, Vol. 2: Everything Ends is het tweede soundtrackalbum van de televisieserie Six Feet Under, uitgegeven op 21 juni 2005 door Astralwerks. 

## Nummers
1. Nina Simone, "Feeling Good" (2:53)
2. Jem, "Amazing Life" (4:02)
3. Phoenix, "Everything Is Everything" (3:00)
4. Coldplay, "A Rush of Blood to the Head" (5:50)
5. Sia Furler, "Breathe Me" (4:31)
6. Radiohead, "Lucky" (4:17)
7. Irma Thomas, "Time Is on My Side" (2:50)
8. Bebel Gilberto, "Aganjú (The Latin Project Remix)" (4:07)
9. Interpol, "Direction" (3:54)
10. Caesars, "(Don't Fear) The Reaper" (4:14)
11. Death Cab for Cutie, "Transatlanticism" (7:55)
12. Arcade Fire, "Cold Wind" (3:24)
13. Imogen Heap, "I'm a Lonely Little Petunia (In an Onion Patch)" (0:59)